# 马尔尚·埃内里
馬爾尚·埃内里（法語：Marchand Ennery，法語發音：[maʁʃɑ̃ ɛnʁi]；1792年—1852年8月21日）出生於法國大東部大區默爾特-摩澤爾省的南錫，1846年起擔任法國猶太教的首席拉比，過去歐陸猶太教佈道以使用意第緒語為主，他是第一位使用法語佈道的拉比。

## 生平
法爾斯堡的拉比巴魯克·古根海姆（法語：Baruch Gougenheim）指導馬爾尚·埃内里學習塔木德，之後1819年馬爾尚·埃内里成為南錫猶太學院院長，1830年則擢升成為巴黎首席拉比。
1846年在拉比的競選中出線，成為法國首席拉比，直到1852年8月21日逝世，死後葬在拉雪茲神父公墓第七區。

## 受獎

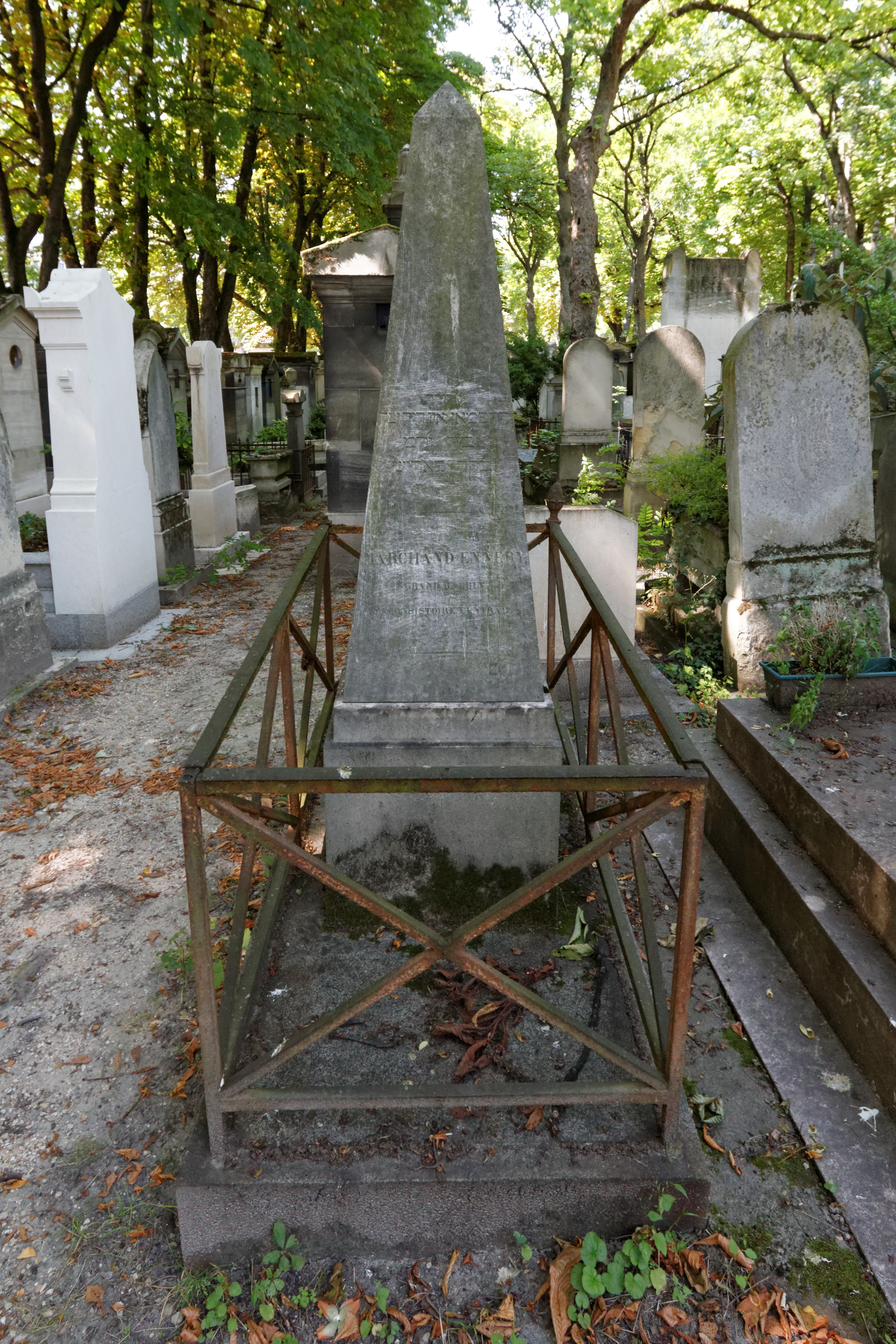
馬爾尚·埃内里的墓碑

- 1850年：法國榮譽軍團勳章